# 浜本正勝
浜本 正勝（はまもと まさかつ、明治38年（1905年）9月16日 - 平成8年（1996年）11月）は、日本の陸軍軍人、実業家。ホセ・ラウレルフィリピン大統領特別顧問（閣僚待遇）、東條英機首相秘書官、山下奉文陸軍大将軍属通訳などを歴任。戦後は戦犯となってGHQから追われ、完全に表舞台から姿を消してその生涯を閉じた。
アメリカに最後まで抵抗したとして「ダグラス・マッカーサーが最後までその行方を探した男」といわれる。

## 経歴

### 渡米 - GM極東支配人
北海道余市町にニシン漁を業とする家に生まれる。正勝の名は、日露戦争終戦後に「正義は必ず勝つ」という意味を込めて名付けたという。やがて父親がハワイ沖にまで漁業に出るようになり、同地に移住すると同時に正勝も同行してオアフ島で教育を受ける。
ハワイのハイスクールをトップクラスの成績で卒業した後、当期のアジア人の中で唯一、ハーバード大学に入学し、大学院の聴講を許された大変な秀才であった。昭和2年（1927年）に卒業論文を全文ラテン語で執筆してハーバード大学法学部（国際公法専攻）を卒業後、帰国。次いで慶應義塾大学文学部に入って江戸文学を専攻。井原西鶴や近松門左衛門、松尾芭蕉、古典落語、講談、浪曲、歌舞伎に親しみ、日本文化の深層部分を学んだ。石坂洋次郎、三木清らと交友する。
慶應義塾大学を修了後、当時の大日本帝国の国家予算を凌ぐ売り上げを誇っていたゼネラルモーターズ（GM）に自動車職工として入社。大阪で自動車のメカニズムを学び、出世街道を歩んでいく。日中戦争が勃発すると、GM東アジア地区の責任者として満州国の奉天に渡り、GM極東地区総支配人となる。しかし、昭和16年（1941年）12月8日の第二次世界大戦の勃発により状況が一変し、GM日本工場の接収と共に職を辞した。

### 陸軍入隊 - 南方戦局
大東亜戦争開戦と同時に「第一戦の戦線に出る」という条件で陸軍省兵務課に志願届を提出し、昭和17年（1942年）7月に陸軍少佐待遇でマニラに着任した。まもなくフィリピン派遣軍第137隊に配属となり、捕虜収容所所長に着任。更に南方特別留学生招聘事業総務部政務班として日本事情について講義を行った。
昭和18年（1943年）6月に東條英機内閣総理大臣が南方軍政地域を訪問した際に、赤松貞雄大佐が浜本の下に来て「総理が会いたいというから名刺をくれ」と言い、初めて東條と面会し、東條にすっかり惚れ込まれた浜本は、総理専属通訳として採用され総理秘書官付内閣嘱託となる。以後。東條の個人的な政策ブレーンとして「南守北進論」など幾多の政策立案に裏方として関わっていく。同年11月に東京で開催された大東亜会議においては主席通訳を務め、英訳をこなすことのできる唯一の大東亜省の外交官として、フィリピン、大日本帝国双方の政府要人の厚い信頼を受けた。更に、会議後の13日に行われた東條・スバス・チャンドラ・ボースの会談でも通訳を担当。
大東亜会議の直前の10月14日にはフィリピン共和国独立宣言が行われ、ラウレルが大統領に就任すると、共和国政府に指名されて大統領特別補佐官に就任。ラウレルはフィリピンが大日本帝国の傀儡政権と言われる事を恐れ、日本人の顧問は浜本しか起用しなかった。ラウレルからは絶対的な信頼を得て、マラカニアン宮殿にて二人で食事を共にする仲であった。以後、大東亜共栄圏内におけるフィリピンの独立運動の実質化のために尽力した。
昭和20年（1945年）に南洋諸島の戦局が悪化、硫黄島の守備隊が全滅し、3月にラウレルは日本に亡命する。日本政府は浜本にも「ラウレル大統領に同行すべし」という特別命令を出したが、浜本はこれを拒否してバギオに残留。タイ国総理大臣のクアン・アパイウォンの私邸にて、駐タイ大使・山本熊一と共に第二回大東亜会議を開こうとしたが果たせなかった。フィリピン防衛司令官・山下奉文大将らとともに、マニラを捨て、最も悲惨と言われたルソン島の激戦地を放浪し、北部山岳地帯に逃れたが、山中生活における極貧のため終戦時には赤痢と栄養失調を起こしていた。

### 戦後
降伏後は、戦犯として捕虜収容所に収容され、治療を受けて体力が回復。捕虜であるという立場から、山下奉文大将の軍事裁判に通訳者として出廷。ただし、山下の証言については、浜本の英訳は許されず、採用されなかった。BC級戦犯裁判に出廷した浜本自身は、ドイツ語に堪能だった生前の山下奉文大将の口添えにより、「戦前からマニラに住む商人」という設定になり、釈放された。
日本国に帰国後は、極東国際軍事裁判に提出される東条英機陸軍大将関連の書類の作成に従事し、何名かのB級戦犯や公職追放者の証人として出廷し、刑を軽くした（松下幸之助なども含まれる）。
その後、白洲次郎などの伝手をたどって大沢商会に入社し専務、セイコー（服部時計店）にも入る。他、GHQの映画界分割を中止させた。他、東宝に入り歌舞伎の保護や山下兵団司令部戦友会（巨杉会）の振興に尽力した。